# Английский пациент (роман)
«Англи́йский пацие́нт» (англ. The English Patient) — роман канадского писателя и поэта Майкла Ондатже, впервые опубликован в 1992 году. Книга повествует о четырёх разных людях, оказавшихся вместе на итальянской вилле во время Итальянской кампании времён Второй мировой войны. Этими четырьмя главными героями являются:
- обгоревший до неузнаваемости мужчина — собственно сам пациент, предположительно — англичанин;
- его медсестра, военнослужащая Канадской армии;
- сикх, служащий сапёром в Британской армии;
- канадский вор.

Сама же история происходит во время Североафриканской кампании и концентрируется на постепенно увеличивающихся откровениях пациента о поступках, предшествующих его травмам, а также на эмоциональном воздействии этих откровений на других персонажей. Книга получила Букеровскую премию в 1992 году, специальную премию «Золотой Букер» в 2018 году и Премию генерал-губернатора.

## Сюжет
Историческими декорациями романа послужили Североафриканская и Итальянская кампании Второй мировой войны. История, повествуемая не в хронологической последовательности, переносится вперёд и назад между воспоминаниями сильно обожжённого «английского» пациента до аварии и текущими событиями в разрушенной от бомбардировок вилле Сан-Джироламо (итальянской церкви), где он находится под присмотром Ханы, беспокойной молодой медсестры, военнослужащей Канадской армии. Единственной собственностью английского пациента является затасканная и сильно исписанная примечаниями копия «Истории» Геродота, которая пережила падение с пылающим парашютом. Постоянное прослушивание этой книги, которую ему зачитывают вслух, заставляет его более подробно вспоминать о его исследованиях в пустыне, но он всё равно ещё не в состоянии вспомнить собственное имя. Вместо этого, он начинает верить предположениям других героев, которые основаны на звучании его голоса, что он действительно англичанин. Хотя, на самом деле, он — Ласло Альмаши, венгерский граф и исследователь пустыни, один из многих членов британской группы картографов.
Караваджо, итальяно-канадец, работающий в Британской внешней службе разведки с конца 1930-х годов, поддерживал дружеские отношения с отцом Ханы до того, как последний погиб на войне. Он узнаёт, что Хана находится на вилле, ухаживая за пациентом. Он остался в Северной Африке для того, чтобы путём шпионажа узнать, когда немецкие войска усилят контроль и потом передать эту информацию в Италию. В конечном счёте, он был пойман, допрошен и подвергся пыткам, в ходе которых лишился больших пальцев рук. У Караваджо остались физические и психологические шрамы от мучительного военного опыта, за что он и стремится отомстить.
Двое британских солдат криком предупреждают Хану, чтобы та остановилась играть на фортепиано, поскольку немцы часто минируют их. Один из солдат — Кип, индийский сикх и обученный сапёр, специализирующийся на бомбах и уничтожению артиллерийского оборудования. Кип решает остаться на вилле, чтобы попытаться очистить её от неразорвавшихся боеприпасов. Кип и английский пациент сразу же становятся друзьями.
Английский пациент, усыплённый морфием, начинает вспоминать всё: как он влюбился в англичанку Кэтрин Клифтон, которая вместе с её мужем Джеффри, сопровождала группу Альмаши по исследованию пустыни. Альмаши очаровывается голосом Кэтрин, когда она читает «Истории» Геродота вслух возле бивачного костра. Вскоре между ними вспыхивает очень бурный роман, но она быстро обрывает его, утверждая, что Джеффри будет в ярости, если обнаружит их.
Джеффри предлагает Альмаши вернуться в Каир на самолёте последнего, поскольку экспедиция разобьёт лагерь с наступлением войны. Альмаши не подозревает, что Кэтрин находится на борту самолёта, и поэтому он летит на нём слишком низко и вслед за этим терпит авиакатастрофу. Джеффри сразу же погибает. Кэтрин получает внутреннюю травму и Альмаши оставляет её в Пещере Пловцов. Караваджо рассказывает Альмаши, что британская разведка знала о его романе с Кэтрин. Альмаши совершает трёхдневный переход к контролируемому британцами Эль-Таджу за помощью. Когда он прибывает на место, его задерживают как шпиона из-за его имени, несмотря на его рассказ о затруднительном положении Кэтрин. Позже он направляет немецких шпионов через пустыню в Каир. Альмаши выносит мёртвое тело Кэтрин из Пещеры, а во время перелёта обратно масло с изношенного самолёта протекает на него, и огонь охватывает его вместе с телом Кэтрин. Он катапультируется с парашютом из самолёта. Позже его находят бедуины ужасно обгоревшим.
Роман заканчивается, когда Кип узнаёт, что США бомбили Хиросиму и Нагасаки. Он отходит от виллы Сан-Джироламо, отстранившись от своих белых компаньонов.

## Персонажи

### Альмаши
Граф Ласло Альмаши — главный герой, который находится под присмотром Ханы в Италии после того, как сгорел до неузнаваемости в Африке. Несмотря на то, что он является венгром по национальности, из-за долгого проживания без правительственной идентификации и многих, поддающихся проверке, долгосрочных взаимодействий, его акцент заставляет представителей власти вокруг него думать, что он имеет связь с Англией, а также потом относиться к нему как к «английскому пациенту» со стороны персонажей на вилле. Альмаши служит своеобразным «чистым холстом», на который другие персонажи проецируют свой личный опыт на протяжении всего времени пребывания в Италии. Например, Хана заботится о нём ласково, чтобы искупить свою вину за то, что не была рядом со отцом, когда того охватило пламя, вследствие чего он погиб. Она обеспечивает комфорт для английского пациента, который она не смогла обеспечить своему собственному отцу.
Отказ от национальной идентичности позволяет Альмаши логично объяснять свои двуличные действия со своими соратниками. Он находился в обществе британцев и работал на них картографом ещё до войны, а затем использовал эту информацию для переправки немецких шпионов через Северную Африку. Альмаши изображается в благоприятном свете отчасти потому, что он рассказывает свою собственную историю, а отчасти из-за того, что он всегда придерживается собственного морального кодекса.
Также Альмаши находится в центре одной из любовных историй книги. Он вовлечён в адюльтерные отношения с Кэтрин Клифтон, что в конечном итоге приводит и к её смерти и к смерти её мужа — Джеффри Клифтона. Кэтрин — персонаж, который ведёт Альмаши к чувственности. Он влюбляется в её голос, когда она читает Геродота. Чувственность, как сексуальная, так и наблюдательная, является главной темой романа.
Характер в свободной форме основан на известном исследователе пустынь Египта 1930-х годов Ласло Альмаши, который помогал немецкой стороне во время Второй мировой войне. Альмаши не обгорел и не погиб в Италии, а пережил войну и прожил до 1951 года.

### Хана
Хана, двадцатилетняя медсестра, служащая в Канадской армии, разрывается между её молодостью и зрелостью. Будучи хорошей медсестрой, она быстро узнаёт, что не может эмоционально привязываться к своим пациентам. Она их всех называет «приятель» и забывает о них, как только те умирают. Её возлюбленный, канадский офицер, убит и потому Хана приходит к убеждению, что она проклята и что все вокруг неё обречены на смерть.
В противоположность этому, услышав о смерти своего отца, у Ханы случается эмоциональный срыв. В след за этим она вкладывает все свои силы на уход за английским пациентом. Она промывает его раны, читает и даёт ему морфий. Когда больница оказывается покинутой, Хана отказывается уходить, оставаясь со своим пациентом. Она видит в Альмаши святого и влюбляется в его чистое естество.
Кроме отношений с Альмаши, Хана также строит прочные отношения с Кипом во время его пребывания на вилле.

### Кип
Кирпал (Кип) Сингх — индийский сикх, который добровольно вызвался быть британским военным, проходя обучение на сапёра под командованием лорда Саффолка для обезвреживания мин. Этот акт патриотизма не разделяет его брат, индийский националист. Скептицизм белых сверстников из его подразделения отбивает чувство общности Кипа.
Лорд Саффолк, эксцентричный английский аристократ, разрабатывает методики, чтобы демонтировать сложные, неразорвавшиеся бомбы, так как это очень опасное занятие. Кип ощущает чувство принадлежности к обществу, когда его приветствуют в семье Саффолков, а лорда Саффолка он почитает как отца. Лорд Саффолк и его сапёрная команда погибают при попытке демонтировать новый тип бомбы. Их смерть вызывает всплеск эмоций у Кипа, которые становятся более выраженными. Чарльз Говард, 20-й граф Саффолк, в действительности жил. Он демонтировал бомбы и был убит при попытке демонтировать одну из них.
Кип переводится в другое подразделение в Италии, где он и его партнёр слышат игру на фортепиано. Как только они входят на виллу, они сталкиваются с Ханой и призывают её перестать играть, так как немцы, как известно, минируют музыкальные инструменты. Кип остаётся на вилле, чтобы разминировать все оставшиеся там неразорвавшиеся бомбы, мины и другие ловушки. Кип ощущает чувство общности и доверия, когда он становится любовником Ханы. Кип видит, что уроженцы Запада взаимодействуют между собой на вилле, игнорируя национальную принадлежность. Они собираются вместе и празднуют двадцать первый день рождения Ханы, который стал символом их дружбы и одобрения со стороны Кипа. Однако, когда Кип узнаёт о ядерной бомбардировке Хиросимы, он впадает в полный шок. Он уходит сразу же, убеждённый в том, что уроженцы Запада никогда бы не использовали такое оружие на людях своей собственной расы. Кип возвращается в Индию и никогда больше не возвращается обратно, несмотря на то, что он никогда не прекращал вспоминать, какой эффект произвела на его жизнь Хана.

### Дэвид Караваджо
Дэвид Караваджо — канадский вор, чья профессия узаконена войной, так как союзникам нужны ловкие люди, чтобы красть документы стран «оси». Он давний друг отца Ханы и становится известен как «человек с забинтованными руками», когда прибывает на виллу. Бинты покрывают его пальцы, которые были отрублены в результате допроса итальянцами во Флоренции. Он вспоминает, что Рануччо Томмазони приказал вести допрос именно так. Это отсылка на человека с тем же именем, который исторически был убит Караваджо в 1606 году. Моральный и физический исход пытки заключается в том, что Караваджо «потерял своё хладнокровие» и возможность воровать. Хана помнит его как очень человечного вора. Он будет всегда отвлекаться на человеческий фактор при выполнении задания. Например, если рождественский календарь выпадет на неправильный день, он это исправит. Хана также имеет глубокие чувства любви к Караваджо. Порой Караваджо кажется, что он тоже проявляет романтическую любовь по отношению к Хане. Караваджо и Альмаши разделяют морфиновую зависимость. Караваджо делает это в своих интересах для того, чтобы подтвердить свои подозрения, что Альмаши на самом деле не англичанин.

### Кэтрин Клифтон
Кэтрин — подруга детства и с недавних пор жена Джеффри Клифтона, за которого она вышла замуж после их обучения в Оксфордском университете. На следующий день после их свадьбы, она и Джеффри вылетели, чтобы присоединиться к экспедиции Альмаши. Вечером она развлекала весь лагерь, читая вслух копию «Истории» Геродота, которая принадлежала Ласло. После у них с Альмаши начался роман. Джеффри узнал о нём уже после того, как он закончился, а Кэтрин была переполнена чувством вины. Джеффри пытается убить всех их троих, направив свой самолёт в землю во время полёта. После того, как Джеффри погиб в авиакатастрофе, Кэтрин признаётся, что она всегда любила Ласло.

### Джеффри Клифтон
Джеффри является обманутым мужем Кэтрин, выполняющий секретную миссию для британского правительства по изготовлению подробных карт Северной Африки. Его присоединение к экспедиции Альмаши всего лишь уловка. Самолёт, который, как он утверждает, принадлежит ему, был присвоен Короной, поэтому он оставляет свою жену с другими членами экспедиции на время своей миссии, что приводит к её неверности.

## Анализ
Кристофер МакВей обсуждал природу того, как Ондатже использует метафизические аспекты тела, истории и народа в романе. Эми Новак и Мирья Лобник отдельно друг от друга проанализировали аспекты трактовки памяти в романе. Томас Харрисон и Рейчел Фридман изучили отсылки и использование Геродота в романе. Мадхумалати Адникари критиковал трактовку Второй мировой войны и её влияние на героев романа.

## Награды
Книга получила Букеровскую премию и Премию генерал-губернатора в 1992 году.
В 2018 году роман «Английский пациент» удостоился специальной премии «Золотой Букер», которая была приурочена к 50-летию Букеровской премии и присуждается по итогам голосования читателей, посчитавших эту книгу лучшим романом из букеровского списка за 50 лет.

## Экранизация
Книга была адаптирована для экранизации в 1996 году режиссёром Энтони Мингеллой. В ролях: Рэйф Файнс, Кристин Скотт Томас, Уиллем Дефо, Колин Ферт и Жюльет Бинош. Фильм получил девять «Оскаров», включая «Лучший фильм» и «Лучший режиссёр», на 69-й церемонии вручения наград премии «Оскар».